# Raymond Clare Archibald
Raymond Clare Archibald (Stewiacke, Canadá, 7 de outubro de 1875 – Sackville, New Brunswick, 26 de julho de 1955) foi um matemático canadense.

## Vida
Após estudar na Universidade Harvard viajou para a Europa, onde obteve em 1900 um doutorado na Universidade de Estrasburgo, orientado por Theodor Reye, com a tese The Cardioide and Some of Its Related Curves. Retornou ao Canadá, onde lecionou matemática e violino.
Em 1908 foi docente da Universidade Brown nos Estados Unidos sendo em 1923 professor. Pesquisador da história da matemática, foi bibliotecário da matemática na Universidade Brown e na American Mathematical Society (1921 a 1941).
Em 1917 foi eleito membro da Academia de Artes e Ciências dos Estados Unidos. De 1918 a 1941 foi conselheiro da American Mathematical Society. De 1919 a 1921 foi editor do American Mathematical Monthly. Em 1922 foi presidente da Mathematical Association of America. Foi duas vezes vice-presidente da Associação Americana para o Avanço da Ciência. Em 1939 foi presidente do Comitê de Tabelas Matemáticas do National Research Council, em 1943 fundou o periódico Mathematical Tables and other Aids to Computation.
Foi palestrante do Congresso Internacional de Matemáticos em Bolonha (1928) e em Oslo (1936).
Aposentou-se em 1943.

## Publicações
- Euclid's Book On Divisions Of Figures. With a restoration based on Woepcke's text and on the Practica Geometriae of Leonardo Pisano, 1915
- Benjamin Peirce 1809–1880, 1925
- Outline of the History of Mathematics, 1932
- The scientific achievements of Nathaniel Bowditch, 1937
- Semicentennial History of the American Mathematical Society 1888–1938, 1938, Nachdruck 1988
- Fifty mathematical table makers, 1948
- com Harry Bateman: A guide to tables of Bessel functions, 1944